# Долно Черковище
Долно Черковище е село в Южна България. То се намира в община Стамболово, област Хасково.

## География
Село Долно Черковище се намира в поречието на река Арда, в изключително красив регион с девствена природа.

## Религии
Населението е изцяло от мюсюлмани.

## Културни и природни забележителности
Туристическа атракция са запазените древни пещерни рисунки, трапецовидните ниши, скални свещници и олтари датиращи от 2000 хиляди години преди Христа. Условия за риболов. Има черна мряна, белурка, сом, каракуда, шаран във вировете и червеноперка. По склоновете могат да се наберат множество билки.